# Valea Morii (Fehér megye)
Valea Morii falu Romániában, Erdélyben,  Fehér megyében. Közigazgatásilag Alsóvidra községhez tartozik.

## Fekvése
Aranyosponor  mellett fekvő település.

## Története
Valea Morii korábban Aranyosponor része volt. 1956 körül lett önálló település 260 lakossal. 1966-ban 238 román lakosa volt. 1977-ben 244 lakosából 234 román, 10 cigány volt. Az 1992-ben végzett népszámláláskor 184, 2002-ben pedig 147 román lakosa volt.